# Escut de Ferran d'Aragó en la Casa Tota
L'Escut de Ferran d'Aragó a la Casa Tota de València és un bé d'interés cultural protegit per una declaració genèrica de 2 de novembre de 2012.
El seu número d'anotació ministerial és el 28613.

## Localització

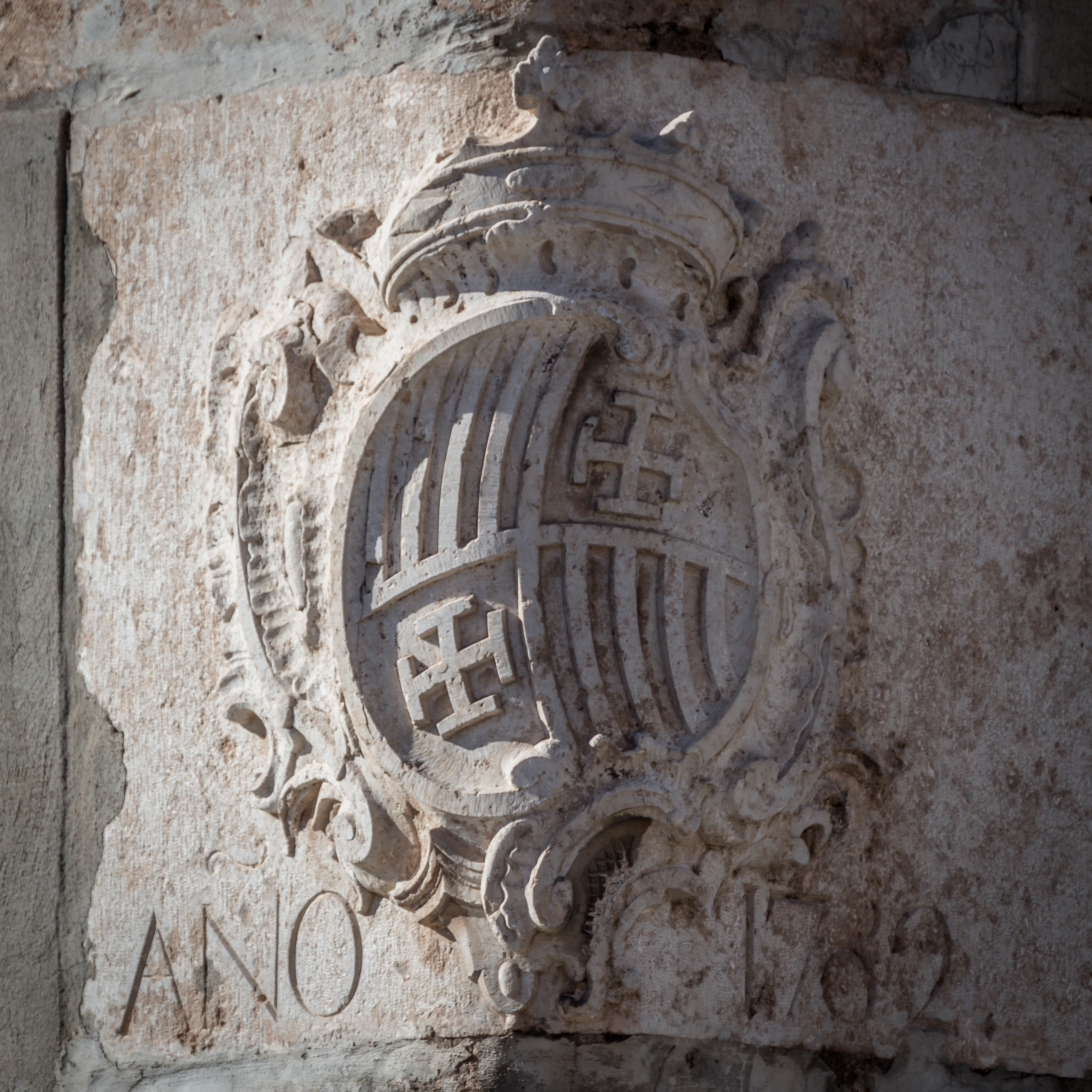
Escut de Ferran d'Aragó, Duc de Calàbria, a la Casa Tota de València

Es troba a la comarca de L'Horta Sud. A la ciutat de València, en el número 277 de l'avinguda de la Constitució. Se situa enfront de la porta principal del monestir de San Miguel dels Reis.

## Descripció
La cantonada on es trobe l'escut és de carreus arredonits.
És un altorrelieve, que sobre ix de la cantonada de la Casa Tota. En la part inferior trobem un baix relleu realitzat amb cisell, on posa “Any 1782”. En el centre del rectangle que l'engloba, trobem l'escut.
El blasó de Ferran d'Aragó, Duc de Calàbria, està quarterat, sent les casernes primer i quart, d'or, amb quatre pals de gules (armes del Regne d'Aragó) i els segon i tercer, de plata, amb una creu potenzada amb quatre creueres entre els seus braços, de gules (armes de la Casa Reial de Jerusalem i del Ducat de Calàbria). No obstant això, en l'escut de la Casa Tota no s'aprecia policromia ni les creueres. L'escut, presenta forma italiana, donat a l'origen de Ferran d'Aragó, que va nàixer en Andria, Itàlia. Es troba envoltat de motlures. En la part superior de l'escut hi ha una corona ducal nobiliària . Esta envoltat per formes vegetals.

## Simbologia
L'origen d'estes barres és aragonés, Sancho Ramírez, rei d'Aragó a mitjan segle xi, era receptor de cartes del Papa, que era lligades amb un cordatge de cordills amb cordills rojos i grocs, colors del Papa, he d'ací el seu origen. Estes barres són les armes del Regne d'Aragó.
Les creueres de gules de les armes de la Casa Reial de Jerusalem i del ducat de Calàbria, són creus són gregues d'influència romana d'Orient. Actualment dos llinatges principals tenen el títol de rei de Jerusalem, el rei d'Espanya i els pretendents al tron d'Itàlia, França.
La corona ducal nobiliària fa referència al seu títol com a duc de Calàbria.

## Emplaçament
L'alqueria Tota d'origen baixmedieval va ser referenciada per primera vegada com a alqueria de Sant Miquel en el plànol de Francisco Cassaus, “Particular Contribució de la ciutat de València”, l'any 1695 i va ser reconstruïda en 1782. Formava part de les dependències del Monestir de San Miguel dels Reis, al costat de les alqueries d'Albors i el Vaig moldre de Sant Miquel, es desenvolupaven les activitats agràries d'explotació de les terres del Monestir. La placa amb l'escut de Ferran d'Aragó, Duc de Calàbria, data la reconstrucció de l'alqueria en 1782. En 1830, va ser desamortitzada per l'Estat Espanyol i passe a ser una propietat privada. És un edifici agrícola-senyorial de tres plantes, amb cobertes de dos vessants de teula àrab amb morunes, que s'alça al costat de l'antic camí de Murviedro. Formava part de les dependències del Monestir de San Miguel dels reis. Està construïda de maçoneria i rajola, amb alguns punts de cadirat de pedra. Actualment l'alqueria ha quedat inclosa en el Sòl Urbà segons PGPU vigent.

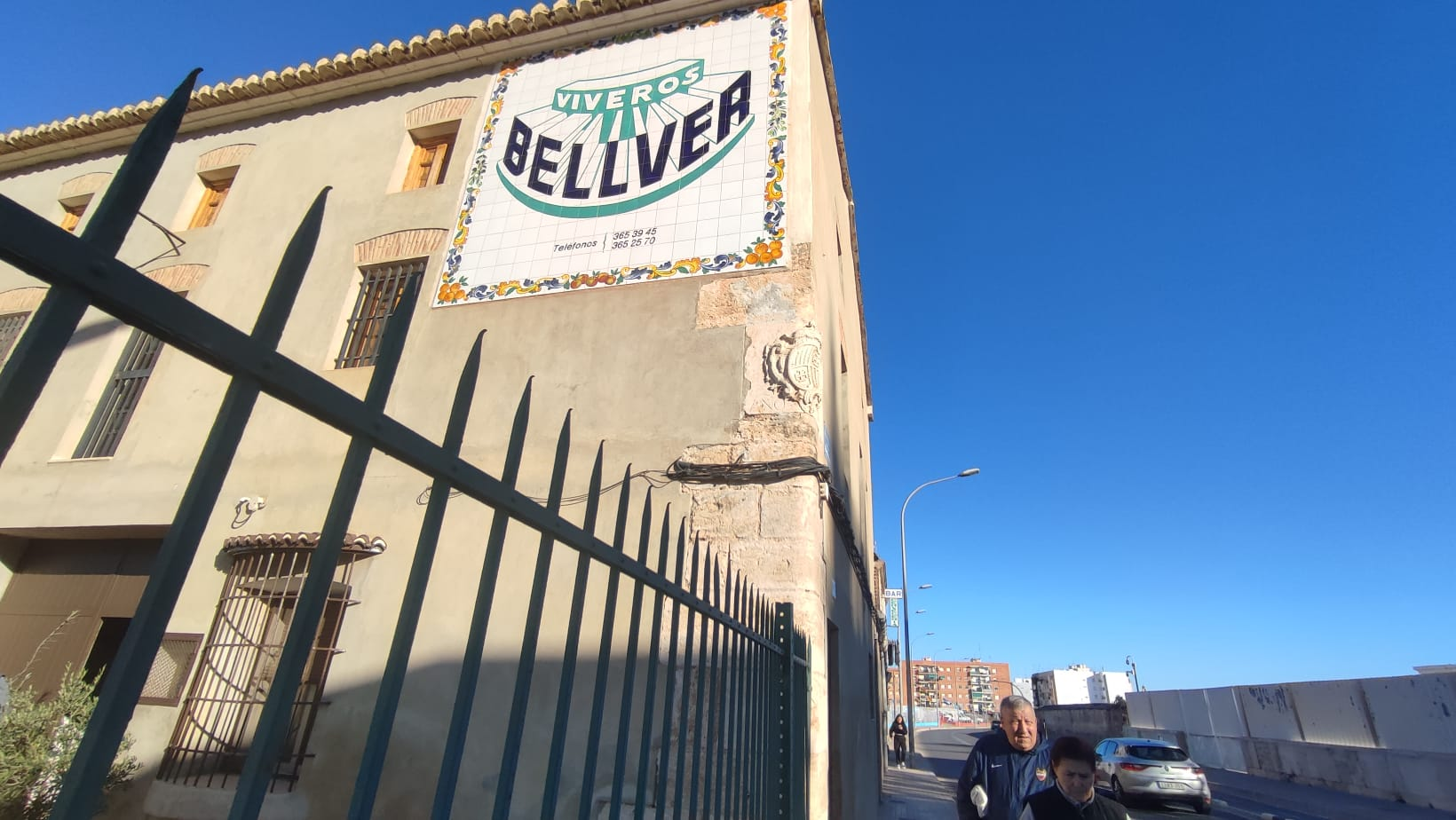
Vista de la Casa Tota i escut

## Conservació
El Pla Especial de Protecció i Reforma Interior de San Miguel dels Reis, aprovat per la Generalitat Valenciana l'any 2001, contemplava la rehabilitació de la Casa Tota.
L'alqueria Tota i l'escut del duc de Calàbria, van ser declarats bé de rellevància Local i inclosos dins de l'àmbit de protecció de San Miguel dels Reis (DECRET 142/2008, de 3 d'octubre 2008).